# Midlum
Midlum (dansk/tysk) eller Madlem (nordfrisisk) er en landsby og kommune beliggende midt på den nordfrisiske ø Før i det vestlige Sydslesvig. I administrativ henseende hører kommunen under Nordfrislands kreds i delstaten Slesvig-Holsten. 
Midlum er første gang nævnt 1462. Stednavnet kan henføres til byens beliggenhed i den centrale del af øen Før. Stednavneendelsen -um er karakteristisk for stednavnene på Før. I den danske tid indtil 1864 hørte landsbyen under Østerland-Før. I kirkelig henseende hører landsbyen under Sankt Johannes Sogn.
Kommunen samarbejder på administrativt plan med andre kommuner på Før og Amrum i Før-Amrum kommunefællesskab (Amt Föhr-Amrum).